# Euproctis nigricauda
Euproctis nigricauda är en fjärilsart som beskrevs av Matsumura 1927. Euproctis nigricauda ingår i släktet Euproctis och familjen tofsspinnare. Inga underarter finns listade i Catalogue of Life.